# Harry Reicher
Harry Reicher (* 1948 in Prag, Tschechoslowakei; † 27. Oktober 2014) war ein australisch-US-amerikanischer Rechtswissenschaftler, Autor und Präsident der Agudath Israel Weltorganisation.
Reicher kam in den 1950er Jahren nach Australien und war später ein Absolvent der Monash University, in Melbourne. Er war von 1995 bis 2004 als Direktor für internationale Angelegenheiten Vertreter der Agudath Israel Weltorganisation bei den Vereinten Nationen. Dabei war er bei der Wiedergutmachung zu Holocaust-Schäden tätig. 2004 ernannte ihn US-Präsident George W. Bush zum Mitglied des United States Holocaust Memorial Rat. Er ist Autor der Publikation Columbia Journal of Transnational Law und Verleger der Australian International Law: Cases and Materials. Zudem ist er Autor des Buches Holocaust Law: Materials and Commentary.
Reicher lebte zuletzt in Brooklyn, New York.